# Veac XX
Veac XX este un album lansat de Valeriu Sterian și Compania de Sunet în anul 1982. Este primul material discografic lansat sub noua titulatură de grup adoptată de cantautorul Vali Sterian. Artistul continuă procesul de apropiere de zona rockului, semnalele acestei treceri treptate de la folk la rock putându-se observa încă de pe albumul anterior, Antirăzboinică. Cele 11 cântece reunite pe Veac XX prezintă unitate tematică și coerență artistică, având un sunet omogen în care sunt pregnante elementele de country rock, după ce acestea au luat forme mai discrete pe discurile precedente.
O parte din materialul acestui album a fost compus și aranjat de Sterian în 1981, într-o formulă a Companiei de Sunet cu chitaristul Eduard Bălașa (fost membru Basorelief). Însă la sfârșitul anului, locul acestuia este luat de Dan Bădulescu, unul dintre cei mai prolifici instrumentiști români din anii ’70 și ’80, care cântase în trecut cu Modern Grup, Chromatic Grup, Sfinx, Dida Drăgan, Curtea Veche nr. 43, și care participase la înregistrările precedentului disc al lui Sterian (unde a realizat chitara bas și câteva părți de chitară acustică). La momentul intrării sale în Compania de Sunet, Bădulescu mai cânta în paralel cu Roșu și Negru. Piesele pentru Veac XX, construite în jurul dialogului între vocea lui Sterian și partitura chitarei electrice a lui Bădulescu, au fost imprimate în studio în primăvara lui 1982. Textele abordează teme sociale și filozofice, nucleul liric fiind constituit de piesele „Sonetul 149” și „Elegia treptelor”, pe versuri de William Shakespeare, respectiv George Țărnea. Însă cele mai mari succese în concerte le aveau „Priveliște fără bufon” (pe versurile aceluiași Țărnea), piesa care dă titlul discului și, mai ales, „Iluzia unei insule”, textul acesteia constituind o parodie ușor macabră scrisă de Adrian Păunescu. „Cântec” are o amprentă aparte în contextului albumului, versurile fiind legate de vestea proaspătă (la acea dată) a plecării din țară a muzicianului Dan Andrei Aldea. În 2023 trupa CeiTrei din Arad a realizat un cover rock la această melodie.

## Piese
1. Bun găsit
2. Filozofie despre nimic
3. Veac XX
4. Iertare
5. Dialog interior
6. Priveliște fără bufon
7. Sonetul 149
8. Elegia treptelor
9. Cântec
10. Iluzia unei insule
11. Concluzie

Muzică: Valeriu Sterian

Versuri: Valeriu Sterian (1-5, 9, 11); George Țărnea (6, 8); William Shakespeare - trad. Mihnea Gheorghiu (7); Adrian Păunescu (10)

## Personal
- Valeriu Sterian – voce, chitară acustică
- Dan Bădulescu – chitară electrică
- Ioan Rangă – bas
- Iulian Constantinescu – tobe, percuție

Înregistrări muzicale realizate în studioul „Tomis”, București.
Maestru de sunet: Theodor Negrescu. Redactor muzical: Cristian Păunescu. Transpunere pe disc: Remus Stoica. Grafică: Ana Atănăsoaie. Foto: Dan Atănăsoaie.
Albumul a fost reeditat în anul 1999 în format casetă audio de Compania de Sunet & Metropol Music.